# Kuo Hsing-chun
Kuo Hsing-chun (n. 26 noiembrie 1993, 宜蘭縣⁠(d), Taiwan) este o sportivă ce a reprezentat Taipeiul Chinez, medaliată olimpică. A participat la 4 ediții ale Jocurilor Olimpice (2012, 2016, 2020, 2024) în care a câștigat o medalie de aur și o medalie de bronz.